# Łukasz Wiśniewski (basket-ball)
Łukasz Wiśniewski, né le 7 décembre 1984, à Toruń, en Pologne, est un joueur polonais de basket-ball. Il évolue au poste d'arrière.